# Liga Brasil Futebol Americano
A Liga Brasil Futebol Americano, ou simplesmente Liga BFA, é uma associação de equipes de futebol americano do Brasil responsável pela organização do Campeonato Brasileiro de Futebol Americano e do Campeonato Brasileiro Feminino de Futebol Americano, sob chancela da Confederação Brasileira de Futebol Americano (CBFA), a partir de 2019.
A entidade organizou a elite do Campeonato Brasileiro Masculino, intitulada Liga BFA em 2017 e 2018, porém a divisão de acesso foi organizada pela Liga Nacional de Futebol Americano (LNFA) juntamente com a Liga Nordestina de Futebol Americano (LINEFA) na Região Nordeste. A LNFA também organizou o Campeonato Brasileiro Feminino em 2018, com o nome Copa do Brasil de Futebol Americano.